# P.A. Fisker
Peder Andersen Fisker (18. august 1875 i Skalmstrup, Randers – 8. december 1975 i Skodsborg) var en dansk fabrikant og grundlægger.
Han grundlagde sammen med Hans Marius Nielsen firmaet Nilfisk i 1906.
Han er begravet på Søllerød Kirkegård.